# Schistura himachalensis
Schistura himachalensis és una espècie de peix de la família dels balitòrids i de l'ordre dels cipriniformes.

## Morfologia
Fa 4 cm de llargària màxima.

## Hàbitat i distribució geogràfica
És un peix d'aigua dolça, bentopelàgic i de clima tropical, el qual viu a Àsia (el Nepal i l'Índia).

## Observacions
És inofensiu per als humans.